# Planera
Planera es un género botánico con 17 especies de plantas de flores perteneciente a la familia Ulmaceae. Son pequeños árboles caducifolios estrechamente relacionados con los olmos, diferenciándose en tener las semillas espinosas en lugar de aladas.

## Especies seleccionadas
- Planera abelicea
- Planera acuminata
- Planera americana
- Planera aquatica
- Planera carpinifolia